# Cannibal Holocaust
Cannibal Holocaust is een Italiaanse kannibalenfilm, exploitatiefilm en horrorfilm uit 1980, geregisseerd door Ruggero Deodato. De film bevat beelden die destijds als schokkend werden ervaren en veroorzaakte hiermee wereldwijde controverse. Dit was met name het gevolg van het schijnbare realiteits- en daadwerkelijke exploitatiegehalte van het vertoonde geweld. Cannibal Holocaust werd namelijk in de markt gezet alsof het om echte teruggevonden beelden ging.

## Verhaal
Een teruggevonden video wordt aangekondigd als het onderwerp van een hieropvolgende documentaire. Op de gefilmde beelden doet een vierkoppig gezelschap zelf verslag van hun studiereis in het Amazoneregenwoud voor een onderzoek naar kannibalistische stammen. Naast regisseur Alan Yates (Carl Gabriel Yorke) is zijn vriendin en scriptschrijfster Faye Daniels (Francesca Ciardi) mee en daarnaast de cameramannen Jack Anders (Perry Pirkanen) en Mark Tomaso (Luca Barbareschi). Als gastheer om de documentaire te presenteren is hoogleraar antropologie Harold Monroe (Robert Kerman) gevraagd, die alle teruggevonden beelden te zien krijgt voordat deze zullen worden uitgezonden.
Tijdens het deel voor deel zien van de verschillende stukken door het viertal opgenomen film, wordt het Monroe duidelijk dat in het regenwoud een oorspronkelijk respectabele missie is uitgelopen op een gruwelijk bloedbad. Dit blijkt bovendien hoofdzakelijk veroorzaakt door de filmers zelf.
Nadat Yates met zijn mensen het Amazoneregenwoud intrekt, valt de relatieve vreedzaamheid van de aangetroffen kannibalenstammen hen nogal tegen omdat ze daar niet voor kwamen. Om wat spectaculairder beelden te kunnen opnemen, begint het viertal daarom zelf de inheemse bevolking te provoceren, ondanks dat deze hen relatief gastvrij ontvangt. Ze schieten er één neer en vergrijpen zich aan een inheemse vrouw die ze later doden en spietsen aan een houten paal. Voor de camera beweert het viertal dat ze door de inheemsen zelf is verkracht en gespietst, als een ritueel aan hun goden. De pesterijen verworden tot gewelddadigheden tegen verschillende stamleden en hoe meer gewenst beeldmateriaal daarmee gescoord wordt, hoe meer de gewelddadigheden omslaan in regelrechte wreedheden. Hoewel oorspronkelijk de westerlingen opnames kwamen maken van 'de wilden', gedragen die zich wreder dan hun onderwerp. Op een zeker moment blijkt echter dat ze hun hand hebben overspeeld en nemen de kannibalen nietsontziend wraak.
Als het beeldmateriaal bij de regering aan komt, besluit deze de kannibalenstam volledig uit te roeien. Dat lukt met behulp van het leger. Honderden mensen komen om en worden ook aan palen gespietst, zelfs kinderen. Monroe zegt op het laatst: "Ik vraag me af wie de echte wilden zijn".

## Rolverdeling
| Acteur                   | Personage               |
| ------------------------ | ----------------------- |
| Robert Kerman            | Professor Harold Monroe |
| Luca Giorgio Barbareschi | Mark Tomaso             |
| Gabriel Yorke            | Alan Yates              |
| Francesca Ciardi         | Faye Daniels            |
| Perry Pirkanen           | Jack Anders             |
| Salvatore Basile         | Chaco Losojos           |
| Ricardo Fuentes          | Luitenant Ochoa         |

## Reacties
Cannibal Holocaust veroorzaakte wereldwijd controverse. In Italië werd regisseur Deodato vastgezet en in een rechtszaak gedwongen zijn special effects te onthullen. De film werd onder andere verboden in Australië, Groot-Brittannië, Noorwegen, Finland en Nieuw-Zeeland. Cannibal Holocaust werd in de jaren tachtig in Groot-Brittannië op de Video nasty-lijst gezet, een lijst van verboden films. Een aantal dieren die in de film omkomen, worden in die beelden echt gedood.
In Nederland werd de film geschikt bevonden voor zestien jaar en ouder.